# Elezioni europee del 2014 in Slovacchia
Le elezioni europee del 2014 in Slovacchia si sono tenute il 25 maggio.

## Risultati
| Liste        | Liste | Gruppo       | Voti    | %     | +/-    | Seggi | +/-     |
| ------------ | --- | ------------ | ------- | ----- | ------ | ----- | ------- |
|              | Direzione - Socialdemocrazia (Smer)                                                                              | S&D          | 135.089 | 24,09 | 7,92   | 4     | 1       |
|              | Movimento Cristiano-Democratico (KDH)                                                                            | PPE          | 74.108  | 13,21 | 2,34   | 2     | Stabile |
|              | Unione Democratica e Cristiana Slovacca (SDKÚ-DS)                                                                | PPE          | 43.467  | 7,75  | 9,24   | 2     | Stabile |
|              | Gente Comune (OL'aNO)                                                                                            | ECR          | 41.829  | 7,46  | nuovo  | 1     | 1       |
|              | NOVA - KDS - OKS • Nuova Maggioranza (NOVA) • Partito Conservatore Civico (OKS) • Democratici Conservatori (KDS) | - ECR -      | 38.316  | 6,83  | 4,73 · | 1 -   | 1 · 1 · |
|              | Libertà e Solidarietà (SaS)                                                                                      | ALDE         | 37.376  | 6,66  | 1,95   | 1     | 1       |
|              | Partito della Comunità Ungherese (SMK)                                                                           | PPE          | 36.629  | 6,53  | 4,80   | 1     | 1       |
|              | Most-Híd | PPE          | 32.708  | 5,83  | nuovo  | 1     | 1       |
|              | Partito TIP | -            | 20.730  | 3,69  | nuovo  | -     | Stabile |
|              | Partito Nazionale Slovacco (SNS)                                                                                 | -            | 20.244  | 3,61  | 1,94   | -     | 1       |
|              | Partito Popolare Slovacchia Nostra (L'SNS)                                                                       | -            | 9.749   | 1,73  | nuovo  | -     | Stabile |
|              | Legge e Giustizia (PaS)                                                                                          | -            | 9.322   | 1,66  | nuovo  | -     | Stabile |
|              | Partito Comunista di Slovacchia (KSS)                                                                            | -            | 8.510   | 1,52  | 0,13   | -     | Stabile |
|              | Partito della Slovacchia Democratica (SDS)                                                                       | -            | 8.378   | 1,49  | nuovo  | -     | Stabile |
|              | Nazione e Giustizia (NAS)                                                                                        | -            | 7.763   | 1,38  | nuovo  | -     | Stabile |
|              | Magnificat Slovakia                                                                                              | -            | 6.646   | 1,19  | -      | -     | Stabile |
|              | Partito Democratico Europeo                                                                                      | -            | 3.739   | 0,67  |        | -     |         |
|              | Partito Nazionale Slovacco Cristiano                                                                             | -            | 3.631   | 0,65  |        |       |         |
|              | Partito della Slovacchia Moderna                                                                                 | -            | 2.851   | 0,51  |        |       |         |
| Altri <0,50% | Altri <0,50% | Altri <0,50% | 19.510  | 3,48  |        | -     |         |
| Totale       | Totale | Totale       | 560.603 |       |        | 13    |         |